# La legione dei condannati
La legione dei condannati (Rogues' Regiment) è un film del 1948 diretto da Robert Florey.
È un film d'azione a sfondo thriller statunitense con Dick Powell, Märta Torén, Stephen McNally e Vincent Price. È ambientato nel corso della guerra d'Indocina e ritrae un agente dell'intelligence americana (Powell) a caccia di un criminale nazista (McNally).

## Trama
Alla fine della seconda guerra mondiale, l'agente Whit Corbett ha la missione di individuare Martin Bruener, uno dei funzionari nazisti di alto grado di cui sono scomparse le tracce e di cui non esiste neppure nessuna foto. Le indagini, che portano Corbett a credere che il fuggitivo sia riparato nell'Indocina francese, suggeriscono all'agente di entrare nella Legione Straniera, uno dei rifugi preferiti dei criminali nazisti. Sul treno che lo porta a Saigon, Corbett incontra due tedeschi: il primo, Mark Van Ratten, si fa passare per un antiquario olandese, il secondo è Bruener, che afferma di essere Carl Reicher, un ex soldato della Wehrmacht.
A Saigon, Van Ratten, sospettando la vera identità del suo compagno di viaggio, lo avverte di stare attento e lo manda da un uomo che gli toglierà il tatuaggio da SS che lo potrebbe tradire. In un bar frequentato dai legionari, Bruener incontra Erich Heindorf, un suo vecchio sottoposto, a cui chiede di tacere. Intanto il colonnello Mauclaire - messo in contatto con Corbett dalla cantante Lili Maubert - consegna all'agente una foto che ritrae Bruener insieme a degli ufficiali nazisti.
Dato che i continui attacchi dei guerriglieri contro i francesi mettono in gravi difficoltà il governo locale, la Legione Straniera accetta subito le domande di Bruener e di Corbett. Lili, nel frattempo, scopre che "l'antiquario" Van Ratten in realtà è un contrabbandiere che vende armi ai guerriglieri che aiuta anche nel pianificare gli attacchi contro i francesi. Corbett ha in progetto di interrogare Heindorf su Bruener, ma, prima di poterlo fare, i legionari vengono mandati in missione: caduti in un'imboscata, i francesi vengono circondati. Heindorf, allora, cerca di fuggire ma Bruener gli spara alle spalle e l'altro, gravemente ferito, viene portato via dai guerriglieri.
Corbett organizza un piano per entrare nel campo nemico e poter finalmente far parlare Heindorf. Bruener, rendendosi conto che la fine per lui è vicina, chiede a Van Ratten di aiutarlo con un passaporto falso che lo farà uscire dall'Indocina, diventata per lui ormai troppo pericolosa. Ma quando Van Ratten gli rivela di conoscere la sua vera identità, Bruener lo uccide tentando poi la fuga che però non gli riesce: da Heindorf, Corbett ha avuto la conferma di chi sia in realtà il legionario Carl Reicher. Tornato per arrestarlo, riesce a catturare il gerarca nazista che, estradato in Germania, viene sottoposto a processo ed è condannato a morte. Corbett, invece, torna nel Nebraska insieme alla sua Lili.

## Produzione
Il film fu diretto da Robert Florey su una sceneggiatura di Robert Buckner con il soggetto degli stessi Buckner e Florey e fu prodotto da Buckner per la Universal International Pictures.

## Distribuzione
Il film fu distribuito negli Stati Uniti dal 28 settembre 1948. al cinema dalla Universal Pictures.
Alcune delle uscite internazionali sono state:
- in Svezia il 14 febbraio 1949 (De förrymdas legion)
- in Finlandia il 25 marzo 1949 (Kadonneitten legioona)
- in Danimarca il 22 aprile 1949 (Brændemærket)
- in Portogallo il 30 novembre 1950 (Legionário Heróico)
- in Germania Ovest il 20 luglio 1954 (Der Mann ohne Gesicht)
- in Austria nel settembre del 1954 (Der Mann ohne Gesicht)
- in Cile (Hombres sin patria)
- in Grecia (I legeon ton kolasmenon)
- in Francia (Légion étrangère)
- in Spagna (La legión de los condenados)
- in Italia (La legione dei condannati)

## Critica
Secondo il Morandini è un "film di serie, scandito secondo i più convenzionali canoni dei film hollywoodiani d'avventura". La mano del regista risulta anonima, priva di personalità.